# Saison NBA 1990-1991
Navigation
Saison 1989-1990 Saison 1991-1992
La saison NBA 1990-1991 est la 42e saison de la NBA (la 45e en comptant les 3 saisons de BAA). Les Bulls de Chicago remportent le titre NBA en battant en Finale les Lakers de Los Angeles par 4 victoires à 1.

## Faits notables
- Le All-Star Game 1991 se déroule au Charlotte Coliseum à Charlotte où l'Est a battu l'Ouest 116-114. Charles Barkley (76ers de Philadelphie) est élu Most Valuable Player.
- Les Timberwolves du Minnesota jouent leur premier match au Target Center.
- Les Cavaliers de Cleveland battent le Heat de Miami 148 à 80, soit un écart de 68 points qui représente le plus gros écart lors d'un match dans l'histoire de la NBA (record battu plus tard en 2021 par les Grizzlies de Memphis contre les  Thunder d’Oklahoma City 152 à 79 soit un écart de 73 points).
- Le 30 décembre 1990, Scott Skiles (Magic d'Orlando) réalise 30 passes décisives face aux Nuggets de Denver, établissant un record NBA dans ce domaine.
- Alvin Robertson égale le record de trois titres de meilleur intercepteur NBA de Michael Ray Richardson.
- Premier titre de champions NBA pour les Chicago Bulls et Michael Jordan.

## Classements de la saison régulière
| Champion de division | Qualifié pour les playoffs | Non qualifié pour les playoffs |

### Par division
| Division Atlantique   | V  | D  | PCT  | GB |
| --------------------- | -- | -- | ---- | -- |
| Celtics de Boston     | 56 | 26 | 68.3 | -  |
| 76ers de Philadelphie | 44 | 38 | 53.7 | 12 |
| Knicks de New York    | 39 | 43 | 47.6 | 17 |
| Bullets de Washington | 30 | 52 | 36.6 | 26 |
| Nets du New Jersey    | 26 | 56 | 31.7 | 30 |
| Heat de Miami         | 24 | 58 | 29.3 | 32 |

| Division Centrale      | V  | D  | PCT  | GB |
| ---------------------- | -- | -- | ---- | -- |
| Bulls de Chicago C     | 61 | 21 | 74.4 | -  |
| Pistons de Détroit     | 50 | 32 | 61.0 | 11 |
| Bucks de Milwaukee     | 48 | 34 | 58.5 | 13 |
| Hawks d'Atlanta        | 43 | 39 | 52.4 | 18 |
| Pacers de l'Indiana    | 41 | 41 | 50.0 | 20 |
| Cavaliers de Cleveland | 33 | 49 | 40.2 | 28 |
| Hornets de Charlotte   | 26 | 56 | 31.7 | 35 |

| Division Midwest          | V  | D  | PCT  | GB |
| ------------------------- | -- | -- | ---- | -- |
| Spurs de San Antonio      | 55 | 27 | 67.1 | -  |
| Jazz de l'Utah            | 54 | 28 | 65.9 | 1  |
| Rockets de Houston        | 52 | 30 | 63.4 | 3  |
| Magic d'Orlando           | 31 | 51 | 37.8 | 24 |
| Timberwolves du Minnesota | 29 | 53 | 35.4 | 26 |
| Mavericks de Dallas       | 28 | 54 | 34.1 | 27 |
| Nuggets de Denver         | 20 | 62 | 24.4 | 35 |

| Division Pacifique        | V  | D  | PCT  | GB |
| ------------------------- | -- | -- | ---- | -- |
| Trail Blazers de Portland | 63 | 19 | 76.8 | -  |
| Lakers de Los Angeles     | 58 | 24 | 70.7 | 5  |
| Suns de Phoenix           | 55 | 27 | 67.1 | 8  |
| Warriors de Golden State  | 44 | 38 | 53.7 | 19 |
| SuperSonics de Seattle    | 41 | 41 | 50.0 | 22 |
| Clippers de Los Angeles   | 31 | 51 | 37.8 | 32 |
| Kings de Sacramento       | 25 | 57 | 30.5 | 38 |

### Par conférence
| Conférence Est | Conférence Est         | Conférence Est | Conférence Est | Conférence Est |
| No             | Franchise              | Vic.           | Déf.           | PCT            |
| -------------- | ---------------------- | -------------- | -------------- | -------------- |
| 1              | Bulls de Chicago C     | 61             | 21             | 74.4           |
| 2              | Celtics de Boston      | 56             | 26             | 68.3           |
| 3              | Pistons de Détroit     | 50             | 32             | 61.0           |
| 4              | Bucks de Milwaukee     | 48             | 34             | 58.5           |
| 5              | 76ers de Philadelphie  | 44             | 38             | 53.7           |
| 6              | Hawks d'Atlanta        | 43             | 39             | 52.4           |
| 7              | Pacers de l'Indiana    | 41             | 41             | 50.0           |
| 8              | Knicks de New York     | 39             | 43             | 47.6           |
|                |                        |                |                |                |
| 9              | Cavaliers de Cleveland | 33             | 49             | 40.2           |
| 10             | Bullets de Washington  | 30             | 52             | 36.6           |
| 11             | Nets du New Jersey     | 26             | 56             | 31.7           |
| 12             | Hornets de Charlotte   | 26             | 56             | 31.7           |
| 13             | Heat de Miami          | 24             | 58             | 29.3           |

| Conférence Ouest | Conférence Ouest          | Conférence Ouest | Conférence Ouest | Conférence Ouest |
| No               | Franchise                 | Vic.             | Déf.             | PCT              |
| ---------------- | ------------------------- | ---------------- | ---------------- | ---------------- |
| 1                | Trail Blazers de Portland | 63               | 19               | 76.8             |
| 2                | Spurs de San Antonio      | 55               | 27               | 67.1             |
| 3                | Lakers de Los Angeles     | 58               | 24               | 70.7             |
| 4                | Suns de Phoenix           | 55               | 27               | 67.1             |
| 5                | Jazz de l'Utah            | 54               | 28               | 65.9             |
| 6                | Rockets de Houston        | 52               | 30               | 63.4             |
| 7                | Warriors de Golden State  | 44               | 38               | 53.7             |
| 8                | SuperSonics de Seattle    | 41               | 41               | 50.0             |
|                  |                           |                  |                  |                  |
| 9                | Magic d'Orlando           | 31               | 51               | 37.8             |
| 10               | Clippers de Los Angeles   | 31               | 51               | 37.8             |
| 11               | Timberwolves du Minnesota | 29               | 53               | 35.4             |
| 12               | Mavericks de Dallas       | 28               | 54               | 34.1             |
| 13               | Kings de Sacramento       | 25               | 57               | 30.5             |
| 14               | Nuggets de Denver         | 20               | 62               | 24.4             |

C - Champions NBA

## Playoffs
|  | 1er tour         | 1er tour                 | 1er tour                 |   |                           | Demi-finales de Conférence | Demi-finales de Conférence | Demi-finales de Conférence |  |   | Finales de Conférence     | Finales de Conférence | Finales de Conférence |  |    | Finales NBA      | Finales NBA | Finales NBA |
|  |                  |                          |                          |   |                           |                            |                            |                            |  |   |                           |                       |                       |  |    |                  |             |             |
|  | 1                | Bulls de Chicago         | 3                        |   |                           |                            |                            |                            |  |   |                           |                       |                       |  |    |                  |             |             |
|  | 8                | Knicks de New York       | 0                        |   |                           |                            |                            |                            |  |   |                           |                       |                       |  |    |                  |             |             |
|  | 8                | Knicks de New York       | 0                        |   | 1                         | Bulls de Chicago           | 4                          |                            |  |   |                           |                       |                       |  |    |                  |             |             |
|  |                  |                          |                          |   | 1                         | Bulls de Chicago           | 4                          |                            |  |   |                           |                       |                       |  |    |                  |             |             |
|  |                  | 5                        | 76ers de Philadelphie    | 1 |                           |                            |                            |                            |  |   |                           |                       |                       |  |    |                  |             |             |
|  | 4                | 5                        | 76ers de Philadelphie    | 1 | Bucks de Milwaukee        | 0                          |                            |                            |  |   |                           |                       |                       |  |    |                  |             |             |
|  | 4                |                          |                          |   | Bucks de Milwaukee        | 0                          |                            |                            |  |   |                           |                       |                       |  |    |                  |             |             |
|  | 5                | 76ers de Philadelphie    | 3                        |   |                           |                            |                            |                            |  |   |                           |                       |                       |  |    |                  |             |             |
|  | 5                | 76ers de Philadelphie    | 3                        |   |                           |                            |                            |                            |  | 1 | Bulls de Chicago          | 4                     |                       |  |    |                  |             |             |
|  | Conférence Est   |                          |                          |   |                           |                            |                            |                            |  | 1 | Bulls de Chicago          | 4                     |                       |  |    |                  |             |             |
|  |                  | 3                        | Pistons de Détroit       | 0 |                           |                            |                            |                            |  |   |                           |                       |                       |  |    |                  |             |             |
|  | 3                | 3                        | Pistons de Détroit       | 0 | Pistons de Détroit        | 3                          |                            |                            |  |   |                           |                       |                       |  |    |                  |             |             |
|  | 3                |                          |                          |   | Pistons de Détroit        | 3                          |                            |                            |  |   |                           |                       |                       |  |    |                  |             |             |
|  | 6                | Hawks d'Atlanta          | 2                        |   |                           |                            |                            |                            |  |   |                           |                       |                       |  |    |                  |             |             |
|  | 6                | Hawks d'Atlanta          | 2                        |   | 3                         | Pistons de Détroit         | 4                          |                            |  |   |                           |                       |                       |  |    |                  |             |             |
|  |                  |                          |                          |   | 3                         | Pistons de Détroit         | 4                          |                            |  |   |                           |                       |                       |  |    |                  |             |             |
|  |                  | 2                        | Celtics de Boston        | 2 |                           |                            |                            |                            |  |   |                           |                       |                       |  |    |                  |             |             |
|  | 2                | 2                        | Celtics de Boston        | 2 | Celtics de Boston         | 3                          |                            |                            |  |   |                           |                       |                       |  |    |                  |             |             |
|  | 2                |                          |                          |   | Celtics de Boston         | 3                          |                            |                            |  |   |                           |                       |                       |  |    |                  |             |             |
|  | 7                | Pacers de l'Indiana      | 2                        |   |                           |                            |                            |                            |  |   |                           |                       |                       |  |    |                  |             |             |
|  | 7                | Pacers de l'Indiana      | 2                        |   |                           |                            |                            |                            |  |   |                           |                       |                       |  | E1 | Bulls de Chicago | 4           |             |
|  |                  |                          |                          |   |                           |                            |                            |                            |  |   |                           |                       |                       |  | E1 | Bulls de Chicago | 4           |             |
|  |                  | O3                       | Lakers de Los Angeles    | 1 |                           |                            |                            |                            |  |   |                           |                       |                       |  |    |                  |             |             |
|  | 1                | O3                       | Lakers de Los Angeles    | 1 | Trail Blazers de Portland | 3                          |                            |                            |  |   |                           |                       |                       |  |    |                  |             |             |
|  | 1                |                          |                          |   | Trail Blazers de Portland | 3                          |                            |                            |  |   |                           |                       |                       |  |    |                  |             |             |
|  | 8                | SuperSonics de Seattle   | 2                        |   |                           |                            |                            |                            |  |   |                           |                       |                       |  |    |                  |             |             |
|  | 8                | SuperSonics de Seattle   | 2                        |   | 1                         | Trail Blazers de Portland  | 4                          |                            |  |   |                           |                       |                       |  |    |                  |             |             |
|  |                  |                          |                          |   | 1                         | Trail Blazers de Portland  | 4                          |                            |  |   |                           |                       |                       |  |    |                  |             |             |
|  |                  | 5                        | Jazz de l'Utah           | 1 |                           |                            |                            |                            |  |   |                           |                       |                       |  |    |                  |             |             |
|  | 4                | 5                        | Jazz de l'Utah           | 1 | Suns de Phoenix           | 1                          |                            |                            |  |   |                           |                       |                       |  |    |                  |             |             |
|  | 4                |                          |                          |   | Suns de Phoenix           | 1                          |                            |                            |  |   |                           |                       |                       |  |    |                  |             |             |
|  | 5                | Jazz de l'Utah           | 3                        |   |                           |                            |                            |                            |  |   |                           |                       |                       |  |    |                  |             |             |
|  | 5                | Jazz de l'Utah           | 3                        |   |                           |                            |                            |                            |  | 1 | Trail Blazers de Portland | 2                     |                       |  |    |                  |             |             |
|  | Conférence Ouest |                          |                          |   |                           |                            |                            |                            |  | 1 | Trail Blazers de Portland | 2                     |                       |  |    |                  |             |             |
|  |                  | 3                        | Lakers de Los Angeles    | 4 |                           |                            |                            |                            |  |   |                           |                       |                       |  |    |                  |             |             |
|  | 3                | 3                        | Lakers de Los Angeles    | 4 | Lakers de Los Angeles     | 3                          |                            |                            |  |   |                           |                       |                       |  |    |                  |             |             |
|  | 3                |                          |                          |   | Lakers de Los Angeles     | 3                          |                            |                            |  |   |                           |                       |                       |  |    |                  |             |             |
|  | 6                | Rockets de Houston       | 0                        |   |                           |                            |                            |                            |  |   |                           |                       |                       |  |    |                  |             |             |
|  | 6                | Rockets de Houston       | 0                        |   | 3                         | Lakers de Los Angeles      | 4                          |                            |  |   |                           |                       |                       |  |    |                  |             |             |
|  |                  |                          |                          |   | 3                         | Lakers de Los Angeles      | 4                          |                            |  |   |                           |                       |                       |  |    |                  |             |             |
|  |                  | 7                        | Warriors de Golden State | 1 |                           |                            |                            |                            |  |   |                           |                       |                       |  |    |                  |             |             |
|  | 2                | 7                        | Warriors de Golden State | 1 | Spurs de San Antonio      | 1                          |                            |                            |  |   |                           |                       |                       |  |    |                  |             |             |
|  | 2                |                          |                          |   | Spurs de San Antonio      | 1                          |                            |                            |  |   |                           |                       |                       |  |    |                  |             |             |
|  | 7                | Warriors de Golden State | 3                        |   |                           |                            |                            |                            |  |   |                           |                       |                       |  |    |                  |             |             |

## Leaders de la saison régulière
| Catégorie                      | Joueur          | Équipe                    | Statistiques |
| ------------------------------ | --------------- | ------------------------- | ------------ |
| Points par match               | Michael Jordan  | Bulls de Chicago          | 31,5         |
| Rebonds par match              | David Robinson  | Spurs de San Antonio      | 13,0         |
| Passes décisives par match     | John Stockton   | Jazz de l'Utah            | 14,2         |
| Interceptions par match        | Alvin Robertson | Bucks de Milwaukee        | 3,0          |
| Contres par match              | Hakeem Olajuwon | Rockets de Houston        | 3,9          |
| Pourcentage aux tirs           | Buck Williams   | Trail Blazers de Portland | 60,2         |
| Pourcentage à 3 points         | Jim Les         | Kings de Sacramento       | 46,1         |
| Pourcentage aux lancers-francs | Reggie Miller   | Pacers de l'Indiana       | 91,8         |

## Récompenses individuelles
- Most Valuable Player : Michael Jordan, Bulls de Chicago
- Rookie of the Year : Derrick Coleman, Nets du New Jersey
- Defensive Player of the Year : Dennis Rodman, Pistons de Détroit
- Sixth Man of the Year : Detlef Schrempf, Pacers de l'Indiana
- Most Improved Player : Scott Skiles, Magic d'Orlando
- Coach of the Year : Don Chaney, Rockets de Houston
- Executive of the Year : Bucky Buckwalter, Trail Blazers de Portland
- J.Walter Kennedy Sportsmanship Award : Kevin Johnson, Suns de Phoenix

- All-NBA First Team :
  - F - Karl Malone, Jazz de l'Utah
  - F - Charles Barkley, 76ers de Philadelphie
  - C - David Robinson, Spurs de San Antonio
  - G - Michael Jordan, Bulls de Chicago
  - G - Magic Johnson, Lakers de Los Angeles

- All-NBA Second Team :
  - F - Dominique Wilkins, Hawks d'Atlanta
  - F - Chris Mullin, Warriors de Golden State
  - C - Patrick Ewing, Knicks de New York
  - G - Kevin Johnson, Suns de Phoenix
  - G - Clyde Drexler, Trail Blazers de Portland

- All-NBA Third Team :
  - F - James Worthy, Lakers de Los Angeles
  - F - Bernard King, Bullets de Washington
  - C - Hakeem Olajuwon, Rockets de Houston
  - G - John Stockton, Jazz de l'Utah
  - G - Joe Dumars, Pistons de Détroit

- NBA All-Rookie First Team :
  - Dee Brown, Celtics de Boston
  - Kendall Gill, Hornets de Charlotte
  - Derrick Coleman, Nets du New Jersey
  - Dennis Scott, Magic d'Orlando
  - Lionel Simmons, Kings de Sacramento

- NBA All-Rookie Second Team:
  - Chris Jackson, Nuggets de Denver
  - Gary Payton, SuperSonics de Seattle
  - Felton Spencer, Timberwolves du Minnesota
  - Travis Mays, Kings de Sacramento
  - Willie Burton, Heat de Miami

- NBA All-Defensive First Team :
  - Michael Jordan, Bulls de Chicago
  - Alvin Robertson, Bucks de Milwaukee
  - David Robinson, Spurs de San Antonio
  - Dennis Rodman, Pistons de Détroit
  - Buck Williams, Trail Blazers de Portland

- NBA All-Defensive Second Team :
  - Joe Dumars, Pistons de Détroit
  - John Stockton, Jazz de l'Utah
  - Hakeem Olajuwon, Rockets de Houston
  - Scottie Pippen, Bulls de Chicago
  - Dan Majerle, Suns de Phoenix

- MVP des Finales : Michael Jordan, Bulls de Chicago